# بلاین (واشینگتن)
بلاین (به انگلیسی: Blaine) یک منطقهٔ مسکونی در ایالات متحده آمریکا است که در شهرستان واتکام، واشینگتن واقع شده‌است. بلاین ۲۱٫۸۳ کیلومتر مربع مساحت و ۵٬۰۰۰ نفر جمعیت دارد و ۱۶ متر بالاتر از سطح دریا واقع شده‌است.